# Prevalje (gemeente)
Prevalje (Duits: Prävali) is een gemeente in de Sloveense regio Koroška en telt 6643 inwoners (2002).

## Plaatsen in de gemeente
Belšak, Breznica, Dolga Brda, Jamnica, Kot pri Prevaljah, Leše, Lokovica, Poljana, Prevalje, Suhi Vrh, Šentanel, Zagrad

## Geboren
- De broers Anej en Rok Piletič, die samen het duo BQL vormen.

Črna na Koroškem · Dravograd · Mežica · Mislinja · Muta · Podvelka · Prevalje · Radlje ob Dravi · Ravne na Koroškem · Ribnica na Pohorju · Slovenj Gradec · Vuzenica
1. ↑  "Prebivalstvo po starosti in spolu, občine, Slovenija, polletno". Statistični urad Republike Slovenije. Geraadpleegd op 18 april 2021.